# Natal'ja Chruščelëva
Natal'ja Petrovna Chruščelëva (in russo Наталья Петровна Хрущелёва?; Tavda, 20 marzo 1973) è un'ex mezzofondista e velocista russa.

## Palmarès

### Mondiali
- 1 medaglia:
  - 1 bronzo (Parigi 2003 negli 800 m)

### Europei
- 2 medaglie:
  - 2 argenti (Helsinki 1994 nella staffetta 4×400 m; Budapest 1998 nella staffetta 4×400 m)

## Altre competizioni internazionali
1997
- Coppa Europa di atletica leggera ( Monaco di Baviera)

1998
- Coppa Europa di atletica leggera ( San Pietroburgo)

2001
- Coppa Europa di atletica leggera ( Brema)

2003
- Coppa Europa di atletica leggera ( Firenze)